# Genie Music
Genie Music (en hangul, 지니뮤직; estilizado como GENIE MUSIC; anteriormente llamado KT Music) es una compañía surcoreana que se especializa en la producción y distribución de contenidos musicales. Es subsidaria de KT Corporation.